# L'ippocampo
L'ippocampo è un film italiano del 1945 diretto da Gian Paolo Rosmino.
Girato negli stabilimenti Scalera Film nel 1943, fu distribuito dall'ENIC soltanto nel febbraio 1945.

## Trama
Un marito, fedelissimo come l'ippocampo (conosciuto quale animale strettamente monogamo), si rifiuta a una bella avventuriera. La moglie dubita di lui e allora si vede costretto a inventarsi una storia mai accaduta per riconquistarla e farsi perdonare.

## Produzione
Tratto dalla commedia omonima di Sergio Pugliese portata in teatro nel 1942 con un notevole successo, tanto che fu replicata in Germania, Svezia, Finlandia e Cecoslovacchia.
La versione in commedia fu trasmessa il 2 dicembre 1966 dalla RAI ha la regia di Franco Enriquez Interpreti: Paolo Ferrari (attore) (Pio), Aroldo Tieri (Camillo), Emma Danieli (moglie di Pio), Valeria Moriconi (Elena), Didi Perego (moglie di Camillo), Evi Maltagliati (suocera di Pio)
Un brano della colonna sonora (Tre più tre fa nove) fu composto da Oscar De Mejo.

## Critica
(Pier Luigi Melani, Il Messaggero, 9 febbraio 1945)
(Fabrizio Sarazani, Il Tempo di Roma, 9 febbraio 1945)
(Mario Gromo, La Stampa, 17 novembre 1945)
(Il Morandini. Dizionario dei film)